# Mercedes-Benz Juiz de Fora
Mercedes-Benz Juiz de Fora é a unidade fabril da Mercedes-Benz localizada em Juiz de Fora, Minas Gerais, criada como parte de uma estratégia mundial da Daimler-Chrysler de expansão para mercados emergentes. A unidade foi projetada para funcionar similarmente a um condomínio industrial, com fornecedores de primeira linha seguindo os princípios Just in Time.

## Histórico
Suas operações iniciaram em 1999, através de um processo de transformação econômica no município, que estava com a economia decadente. O contrato de implantação foi realizado entre a Mercedes-Benz do Brasil, o Banco de Desenvolvimento de Minas Gerais, o Instituto de Desenvolvimento Industrial, a Fundação Estadual do Meio Ambiente e os governos estadual e municipal.
Sendo uma das mais importantes do mercado automotivo mundial, a empresa acarreta uma melhoria da qualidade dos produtos e serviços de seus fornecedores, que acabam gerando uma melhoria em cadeia na cidade. Dentre os investimentos atraídos para a cidade está a construção da Usina Termelétrica de Juiz de Fora.
A implantação da montadora foi baseada em um modelo de desenvolvimento regional potencializador das características internas regionais. Os fatores determinantes para a construção da planta na cidade foram: a existência de mão-de-obra local qualificada desempregada devido à decadência das indústrias podendo ser paga com baixos salários por causa dos poucos postos de trabalho disponíveis; sindicato menos reivindicativo e mais dialogante; e a localização do município, perto de rodovias de fácil trânsito que levam a outros estados e a portos. Importantes fatores utilizados para determinar a localização da empresa foram a existência de economias tanto de aglomeração quanto de regionalização existentes no Estado de Minas Gerais. Uma das vantagens da região para a empresa é o controle da poluição do ar.

A planta possui baixo nível de automação: 30%, enquanto a de Rastatt, que é modelo para a de Juiz de Fora, é 100% automatizada. Por causa da baixa produção e do custo da mão-de-obra, a automação é voltada para pontos de grande dificuldade, repetição ou que exijam muita qualidade. O trabalho dos funcionários se dá em grupo e apresenta flexibilidade, com rotação de tarefas e designação de várias funções.

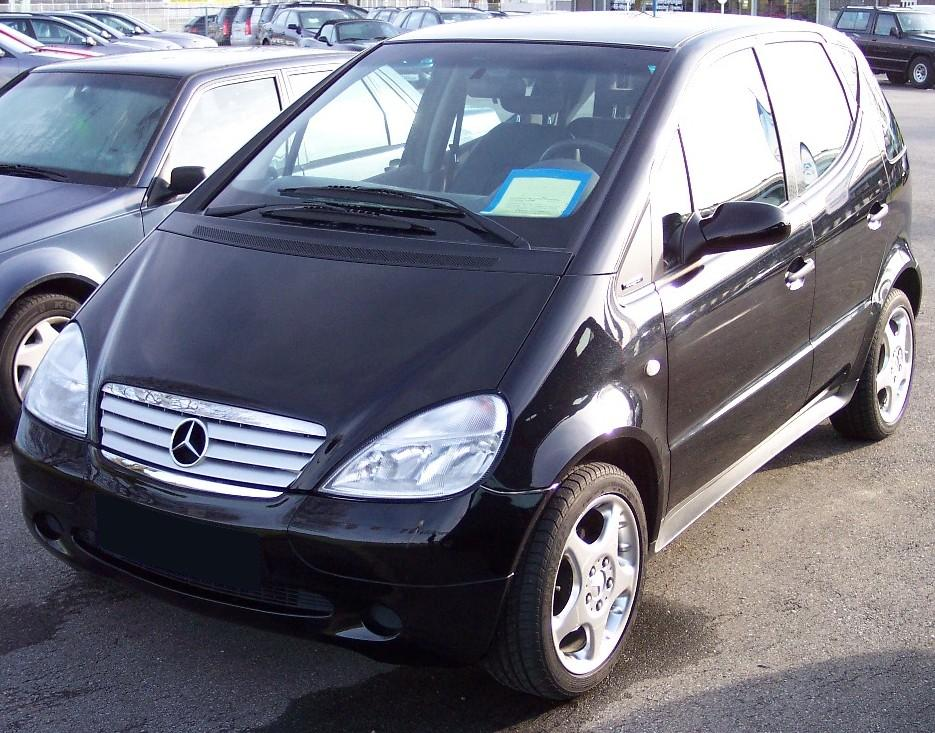
Mercedes-Benz Classe A, que teve o término de sua produção pela fábrica planejado para 2005.

## Operações

### Produtos

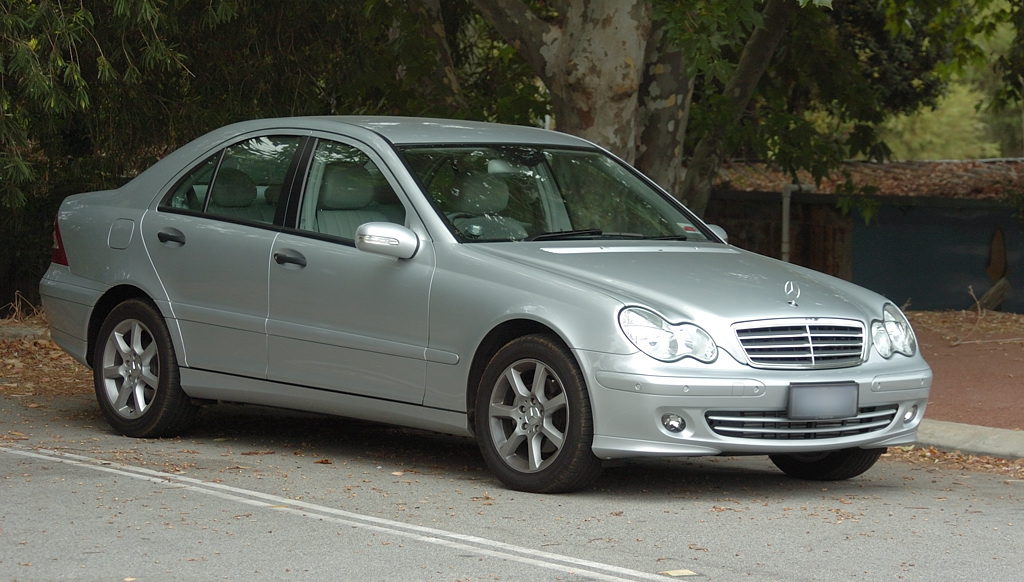
Mercedes-Benz Classe C, produzido nesta fábrica a partir de 2001.

Inicialmente a fábrica produzia somente o Mercedes-Benz Classe A, com capacidade de 70 mil anualmente. Porém, parte significativa do potencial ficou ocioso desde sua inauguração, principalmente em virtude das mudanças cambiais no país no início de 1999. A produção foi baixa pois houve demanda abaixo do esperado, já que a composição dos veículos, usando 38% de peças importadas, deixou o custo para o consumidor além do planejado pela montadora. Assim, previu-se o fim da produção deste modelo no segundo semestre de 2005. Para utilizar o potencial excedente, em 2001 iniciou-se a produção do Mercedes-Benz Classe C para ser exportado aos Estados Unidos. Em 2012, a fábrica atingiu a marca de 10 000 unidades dos caminhões Accelo e Actros fabricadas.

### Funcionários
A cidade não estava preparada para receber uma empresa deste porte, e por isto este novo processo de industrialização na cidade exigiu dos cursos profissionais uma revisão completa de seus planos, para adequar a mão-de-obra às indústrias alemãs que chegaram. Foram investidos R$ 28 milhões pela Mercedes-Benz em especialização e treino de seus funcionários, pois a empresa necessita de mão-de-obra altamente qualificada a fim de manter a qualidade de seus serviços e produtos. Um curso de nivelamento e atualização técnica foi desenvolvido com o objetivo de atualizar o conhecimento da mão-de-obra de acordo com as necessidades da indústria.
Até 1998, os colaboradores passavam por um programa de integração na indústria, onde se tornavam multiplicadores, que ensinavam outros colaboradores. Os multiplicadores realizavam um estágio nas fábricas da Mercedes-Benz-Raastat na Alemanha, antes de retornar e repassar a aprendizagem para os demais. O total de colaboradores era de 700 funcionários, dos quais 350 são da própria cidade, com previsão de atingir-se 1500 no ano 2000.